# IC 3654
IC 3654 је елиптична галаксија у сазвјежђу Береникина коса која се налази на листи објеката дубоког неба у Индекс каталогу.
Деклинација објекта је + 22° 35' 24" а ректасцензија 12h 41m 12,4s. Привидна величина (магнитуда) објекта IC 3654 износи 15,3 а фотографска магнитуда 16,3. IC 3654 је још познат и под ознакама NPM1G +22.0387, KUG 1238+228A, PGC 86326.